# Mango, Florida
Mango är en ort (CDP) i Hillsborough County, i delstaten Florida, USA. Enligt United States Census Bureau har orten en folkmängd på 11 313 invånare (2010) och en landarea på 12,1 km².